# Luther Hughes
Luther Hughes (Covington (Kentucky), 31 december 1946) is een Amerikaanse jazzcontrabassist, -e-bassist en componist.

## Biografie
Luther Hughes komt uit een muzikale familie. Na privélessen op de contrabas, volgde hij in 1964/1965 het College Conservatory of Music aan de Universiteit van Cincinnati en het Long Beach City College (afgestudeerd in 1965). Hij behaalde zijn bachelordiploma in 1979 aan de California State University - Long Beach. Hij volgde lessen bij Alex Cirin, Thomas Martin, Nat Gangursky, Eileen Strang en Sue Raney. In 1966-1969 was hij lid van de huisband van de Playboy Club. In 1971 verhuisde hij naar Los Angeles en maakte toen deel uit van de formatie The Three Sounds rond pianist Gene Harris. Hij heeft ook opnamen gemaakt met Dave Pike, Ron Escheté, Joe Farrell, Mark Murphy en David Benoit. In 1985 richtte hij de fusion funkband Cahoots op. Zijn debuutalbum Luther Hughes & Cahoots (Contemporary Records) werd rond 1987 geschreven.
Hij heeft ook gewerkt met Mundell Lowe, Joe Henderson, Carmen McRae, Willie Bobo, Horace Silver, Harold Land, Don Ellis, Joe Pass, Louie Bellson en Hampton Hawes. Op het gebied van jazz was hij tussen 1975 en 2016 betrokken bij 71 opnamesessies, in latere jaren ook met Kohn Pisano, Charlie Shoemake, Mort Weiss, Thom Rotella, Stix Hooper en het Tom Ranier/Glenn Cashman Sextet. Hij leidt het Cannonball-Coltrane Project en de tributeband Luther Hughes & Friends: Remembering the Nat King Cole Trio en met voormalige leden van Gene Harris, de formatie HERK, Tom Ranier (piano), Ron Escheté (gitaar) en Paul Kreibich (percussie). Hughes geeft les aan de California State University - Fullerton en aan het Saddleback College in Mission Viejo.

## Discografie
- 1987: Luther Hughes & Cahoots (Contemporary), met Andy Martin, Jackie Kelso, Bill Isom, Ron Eschete, Carl Burnett, Kurt Rasmussen
- 1991: Luther Hughes & Cahoots: Perfect Partners (ITI), met Andy Martin, Jackie Kelso, Dave Moody, David Benoit, Tom Zink, Michael Higgins, Peter Woodford, Vic Peterson
- 2004: The Cannonball-Coltrane Project (Primrose Lane), met Bruce Babad, Glenn Cashman, Tom Ranier, Ed Czach, Paul Kreibich, Tony Poingsett
- 2006: Luther Hughes and The Cannonball/Coltrane Project: Second Helping (Primrose Lane), met Bruce Babad, Glenn Cashman, Ed Czach, Paul Kreibich
- 2006: Luther Hughes and the Cannonball-Coltrane Project: Spectacular! (Primrose Lane), met Bruce Babad, Glenn Cashman, Ed Czach,  Paul Kreibich